# María Auxiliadora
María Auxiliadora was een kolonie van de Nationaal Synarchistische Unie (UNS) op het Mexicaanse schiereiland Neder-Californië in de jaren 40.
De UNS, een ultrakatholieke beweging, besloot tot het oprichten van de kolonie nadat de partij zonder succes had deelgenomen aan verkiezingen in de staat Guanajuato, waarbij de synarchisten meenden dat hun de verkiezingen waren ontstolen door de regerende Partij van de Mexicaanse Revolutie (PRM) en protesten werden onderdrukt door het leger. De vorming van de kolonie gebeurde met de goedkeuring van president Manuel Ávila Camacho in het kader van diens nationale verzoening terwijl Ávila Camacho tegelijkertijd hoopte dat de synarchisten, wanneer zij naar het afgelegen Neder-Californië zouden trekken, geen rol meer poogden te spelen in de Mexicaanse politiek, terwijl ook het synarchistische leiderschap en de Katholieke Kerk blij waren van de charismatische maar radicale Salvador Abascal, die aan het hoofd stond van de kolonie en die eerder was afgezet als leider van de UNS, af te zijn.
María Auxiliadora bevond zich in het territorium Zuid-Neder-Californië, op 350 kilometer van La Paz, aan de Bahía Magdalena. De kolonie zou onderdak moeten bieden aan 40.000 tot 50.000 personen maar Abascal kon maar 85 families overtuigen naar María Auxiliadora te komen; velen waren afgeschrikt door het vijandige klimaat en de streng katholieke leefregels. De eerste migranten kwamen aan op 2 januari 1942. Abascal stelde 27 leefregels op, uiteenlopend van hoe te groeten en kledingvoorschriften voor de vrouwen tot het onderwijs. De kolonie haalde haar inkomsten uit het verkopen van producten die de synarchisten er verbouwden.
De kolonie bleek geen succes. Maar weinigen hadden zin zich te onderwerpen aan de strenge leefregels van het synarchisme, en ook de Mexicaanse regering werd na het uitbreken van de Tweede Wereldoorlog steeds wantrouwender, vrezende dat de synarchisten, waarvan velen openlijk met het fascisme sympathiseerden, in Zuid-Neder-Californië een Japanse invasie zouden vergemakkelijken, terwijl ook de katholieke hiërarchie in Mexico niet onverdeeld blij was met María Auxiliadora. De kolonie werd verlaten in mei 1944.